# 托雷梅希亚
托雷梅希亚，是西班牙埃斯特雷马杜拉巴达霍斯省的一个市镇。总面积23平方公里，总人口2085人（2001年），人口密度91人/平方公里。